# Flughafen Iași

i8
i11
i13
Der Flughafen Iași (rumänisch Aeroportul Internațional Iași, IATA-Code: IAS, ICAO-Code: LRIA) ist ein rumänischer Flughafen nahe der Stadt Iași. Er ist ein Drehkreuz von TAROM.

## Geschichte
Die ersten Linienflüge auf dem damals mit einer Graspiste ausgestatteten Flugfeld fanden im Jahr 1926 mit Flugzeugen der Staatsfluggesellschaft TAROM statt.
Ab 1966 fanden auf dem Flughafen Iași diverse Modernisierungs- und Ausbauprojekte statt. So wurden neben einem neuen Passagierterminal auch eine befestigte Start- und Landebahn in der Ausrichtung 15/33 mit einer Länge von 1780 Metern errichtet. Es gab allerdings keinen Taxiway, so dass Flugzeuge vor dem Start oder nach der Landung die Start- bzw. Landebahn benutzen mussten, um in Position zu gelangen.
Diese Ausbaumaßnahmen in den 1960er Jahren führten dazu, dass TAROM den Flughafen Iași wieder im Flugplan aufführte. Bedient wurden ab Iași zum Beispiel Ziele wie Bukarest, Arad und Timișoara.
2001 wurde ein neues Fluggastgebäude errichtet, welches die alte Anlage ersetzte. Es hat eine Kapazität von 100 internationalen sowie 150 nationalen Fluggästen pro Stunde. Die Start- und Landebahn ist derzeit mit einem Instrumentenlandesystem der Kategorie Cat. II (14) mit Approach Lighting Systems (ALSF II) ausgestattet.
Im Jahre 2007 begannen die Planungen für einen umfassenden Ausbau des Flughafens. Bis 2042 soll der Flughafen eine jährliche Kapazität von 1,5 Millionen Fluggästen haben. Dazu wurde ein drittes Terminal mit 3400 m³ Nutzfläche gebaut, das eine Kapazität von 450 Passagieren pro Stunde aufweist. Zusätzlich wurde eine neue Start- und Landebahn neben der alten in einer leicht veränderten Ausrichtung (14/32) gebaut. Die bisherige Landebahn dient nun als Taxiway. Darüber hinaus wird das Vorfeld erweitert und noch weitere kleinere Maßnahmen umgesetzt. Die Finanzierung erfolgt mit Unterstützung durch den Europäischen Fonds für regionale Entwicklung.
Über 68 % der Kosten übernimmt die EU. Fertigstellung der Landebahn war Ende 2015; die feierliche Eröffnung des Terminals 3 erfolgte am 17. Oktober 2015.

## Fluggesellschaften und Ziele
Zurzeit wird der Flughafen im Linien- und Charterdienst bedient. Es werden Flüge nach Europa und in Mittelmeerländer angeboten.